# Zelenogorsk
Zelenogorsk (del ruso: 'Зеленогорск'), en finés: Terijoki es un pueblo del Distrito de Kurortny de San Petersburgo, Rusia, localizado en el istmo de Carelia en la costa del golfo de Finlandia. Se encuentra a unos 50 kilómetros al noroeste del centro de San Petersburgo. La población para el 2010 contaba con 14.958 habitantes.

## Historia

Ubicación de Zelenogorsk en el Distrito de Kurortny

Su nombre original era Terijoki y perteneció a Finlandia, hasta pasar a formar parte del Imperio ruso en 1721, de acuerdo con el Tratado de Nystad que puso fin a la Gran guerra del Norte. Después de la Guerra de Invierno en 1940, la Unión Soviética de apoderó de Terijoki, cambiando su nombre a Zelenogorsk (Monte verde).
Formalmente, el pueblo es un centro recreativo importante para los habitantes de San Petersburgo. Desde 1870, existen resorts para la nueva clase pudiente, cuando el ferrocarril entre Výborg y San Petersburgo fue construido. De esta manera, en el verano la población del pueblo pasaba de unos pocos miles a 50 mil personas.
Durante la Guerra de Invierno, este pueblo fue sede del gobierno comunista de poca duración de Otto Kuusinen en la República Democrática de Finlandia, establecida por orden de Stalin.

## Galería

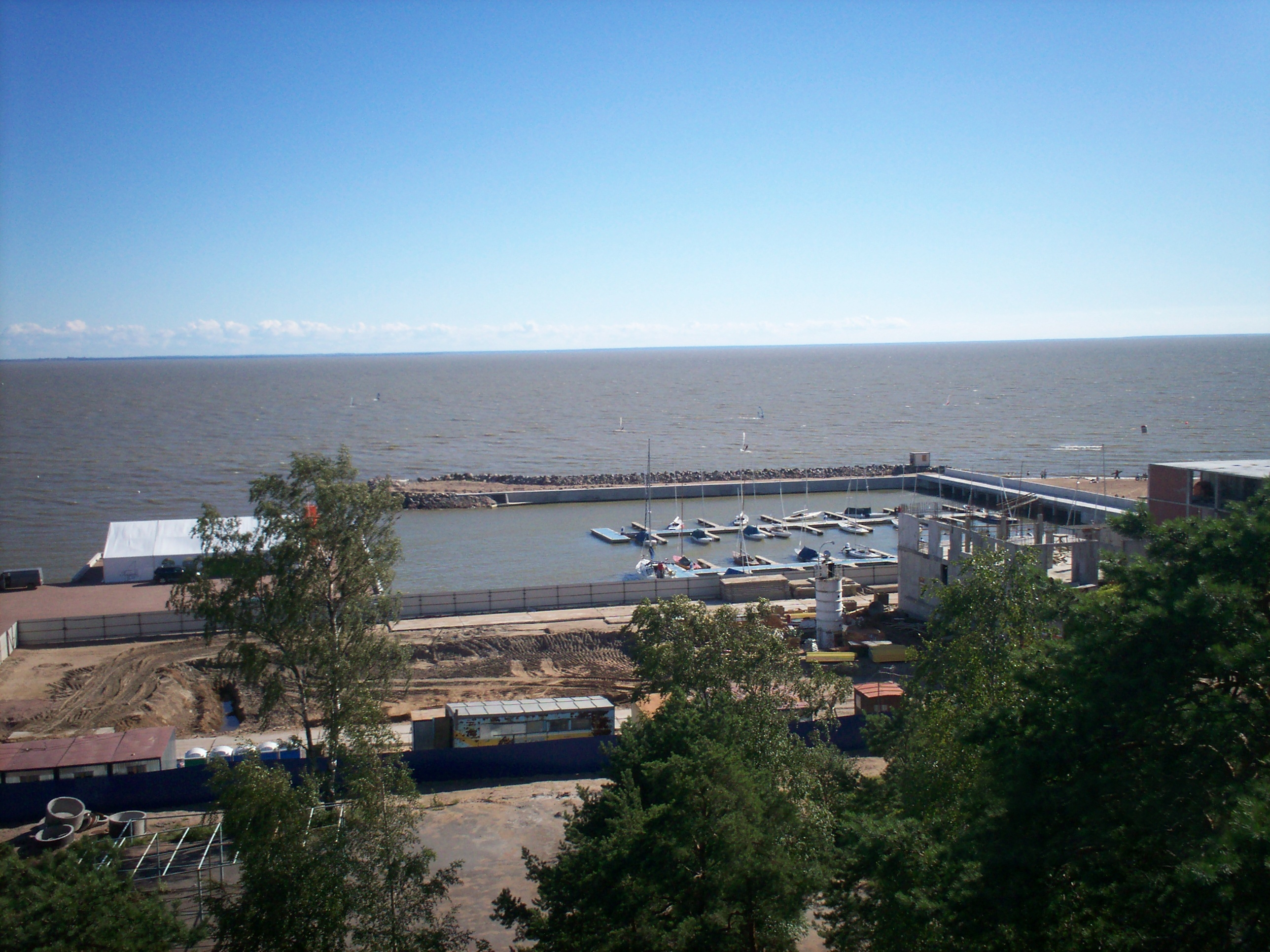
Puerto deportivo en Zelenogorsk
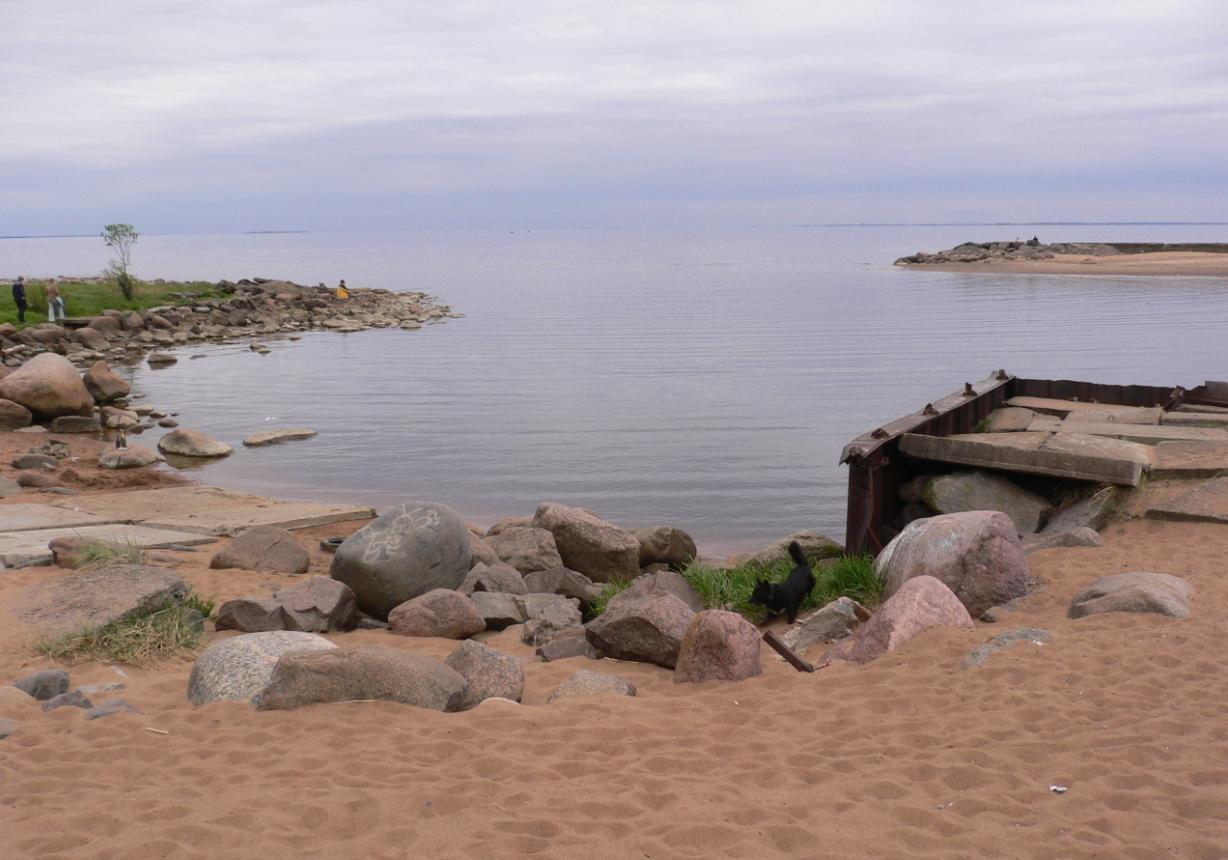
Golfo de Finlandia
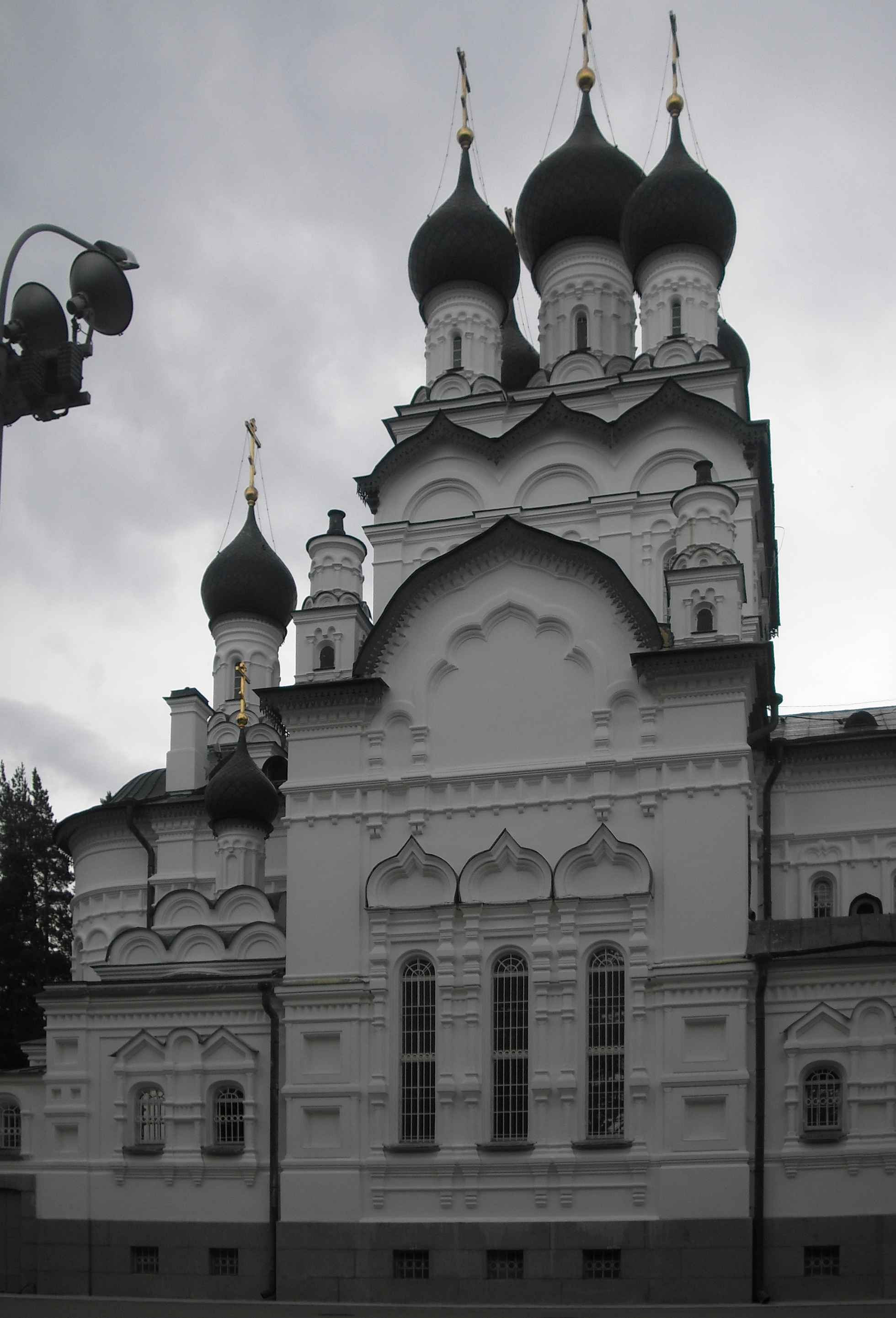
Iglesia del Icono de la Madre de Dios de Kazán